# St. Fronleichnam (Essen-Bochold)

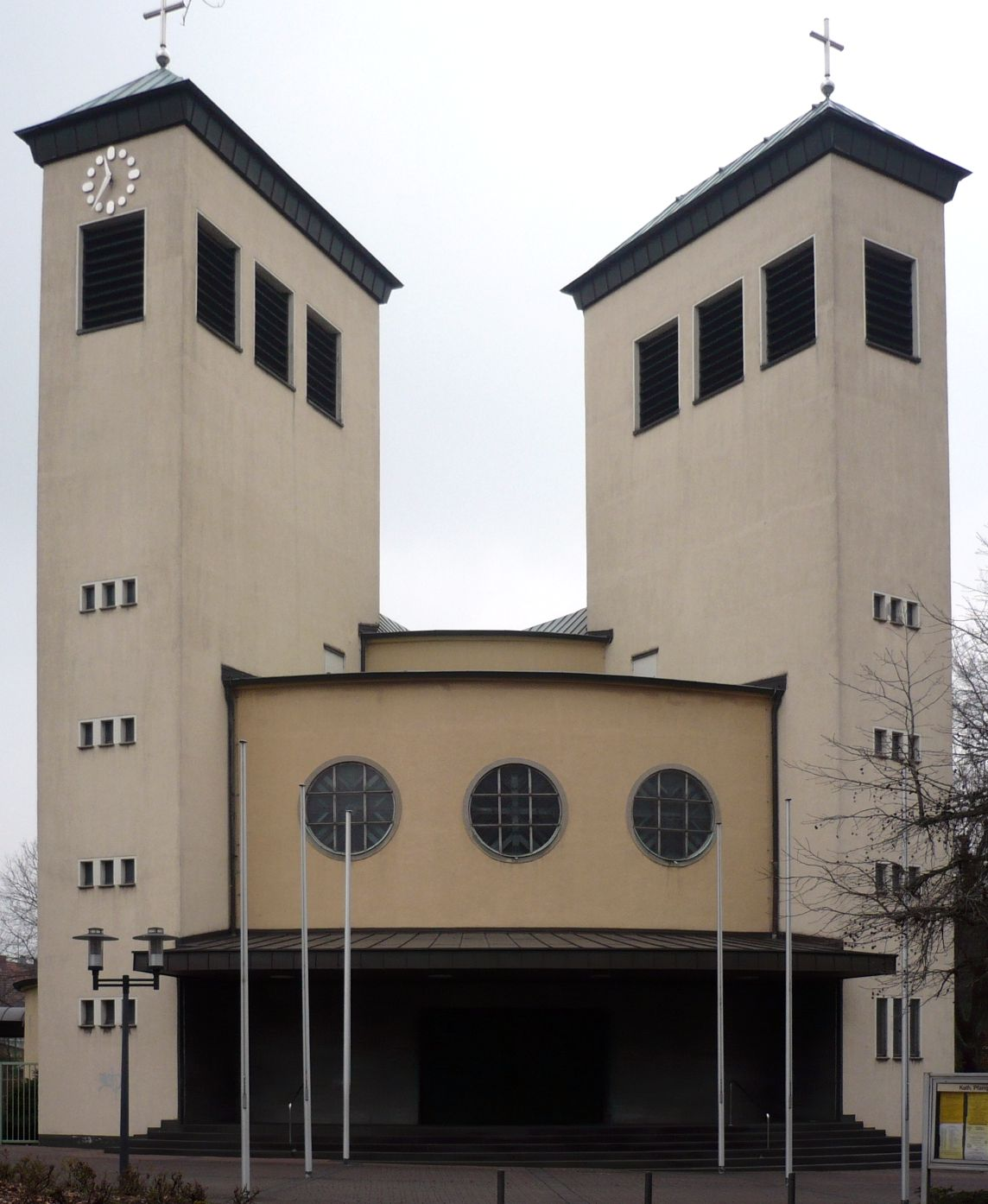
St. Fronleichnam in Essen-Bochold

Die Kirche St. Fronleichnam ist ein römisch-katholisches Kirchengebäude im Essener Stadtteil Bochold.

## Baugeschichte der Kirche

### Erste geplante St. Fronleichnamskirche
1907 gründete sich der St.-Johannes-Kirchbauverein, um für die Rektoratsgemeinde St. Fronleichnam eine Kirche zu bauen. 1914 fand der erste Spatenstich für den vom Düsseldorfer Architekten Süldenfuß entworfenen Sakralbau statt. Doch durch den Beginn des Ersten Weltkriegs und den damit verbundenen wirtschaftlichen Niedergang kamen alle Tätigkeiten zum Erliegen.

### Das „Dömchen“ 1919
Infolge der schlechten finanziellen Lage baute die Gemeinde aus drei ehemaligen Kruppschen Baracken eine Notkirche, die sie am 7. September 1919 mit einem feierlichen Festakt durch den Dechanten und Ehrendomherrn Euskirchen einweihte.
Anlässlich dieser Feierlichkeit wurde nach der Melodie der Deutschlandhymne diese Hymne auf die neue Kirche gedichtet:
| Wo die hohen Schlote rauchen, wo rings glüht der Essen Brand. Wo der Bergmann in der Erde, gräbt den schwarzen Diamant. Wo sich frisch die Hände regen, warm das Blut zum Herzen wallt. :Da ist unser Heimatboden, der uns schaffet Unterhalt.: | Doch bei schwerer Arbeit-Kämpfen, wohnt noch Glaube ungebeugt. Was so schön die neue Kirche hier in Bochold uns bezeugt. Seht das Volk in dichten Scharen eilen zu dem Gotteshaus. :Betend um die höchsten Güter in der Zeiten Sturmgebraus.: | Sind auch hart die schwiel`gen Hände, blieb das Herz doch fühlend warm. Jeder zollt gern seine Gabe, hilft der Not mit starkem Arm. Alle hält ein Band umschlungen echter Lieb und Einigkeit. :Gilt es, Hohes zu erringen, sind die Reihen tatbereit.: | Immerdar soll es so bleiben, gebe Gott dazu uns Heil. Bei der Arbeit und beim Beten, winke Segen alleweil. Treu der Kirche, treu dem Glauben, stark ge´n falschen Lügengeist. :Das sei unser Bannerzeichen, welches Sieg und Lohn verheißt.: |

### Kunstwerke in der ersten Kirche

#### Holzstatue des Hl. Johannes des Täufers
Die Figur des Hl. Johannes des Täufers stand bis 1931 vom Wurm zerfressen als Kinderschreck in einer verborgenen Ecke in St. Dionysius. Rektor Bollig konnte sie von der Mutterpfarrei bekommen und ließ sie von Heinz Hasenäcker restaurieren. Heute steht sie im Eingangsbereich der neuen Kirche, nahe dem Taufbecken.

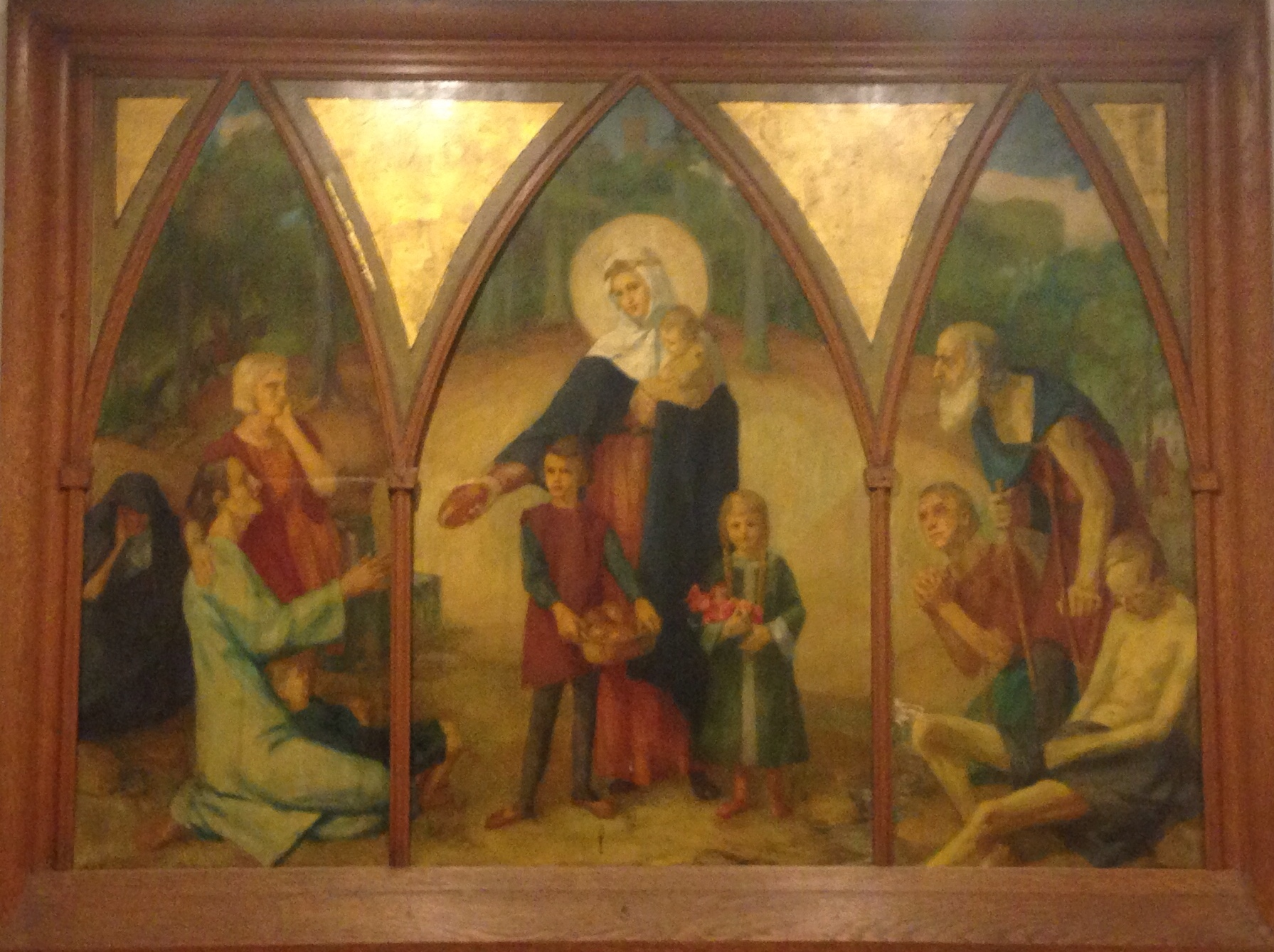
Hl. Elisabeth vom Düsseldorfer Maler Josef Hansen.

#### Ölgemälde der Hl. Elisabeth
Das Ölgemälde hängt heute über dem Eingang zur Krypta.
1931 stiftete Rektor Bollig anlässlich der 700-Jahr-Feier (1231–1931) ein Altarbild der Hl. Elisabeth, dessen Mittelfeld die Heilige mit ihren drei Kindern am Brunnen vor der Wartburg zeigt und Wohltaten an den Notleidenden und Kranken darstellt. Dieses Bild schuf der Düsseldorfer Kunstmaler Josef Hansen.
Nach der Inflation wurde damit begonnen für einen neuen Kirchbau zu sammeln.
1932 war das sogenannte Dömchen so unbrauchbar geworden, dass ein Neubau unumgänglich wurde.

### Heutige Kirche St. Fronleichnam
Die Planungen begannen 1925 unter Beteiligung des Essener Architekten Ludwig Becker. Kardinal Testa spendete 400 Goldmark als Grundstock für die neue Kirche. In den Jahren 1923 und 1924 wirkte er als Apostolischer Visitator in der Region Ruhr und Saar. Am 17. April 1932 fand der erste Spatenstich für die erste St.-Fronleichnamskirche im Erzbistum Köln gemäß der kirchlichen Tradition durch den damaligen Dechanten Gatzweiler von St. Josef aus Essen-Frintrop statt. Ihm folgte der größte Förderer dieser Kirche, Pfarrer Hubert Bollig. Der Plan für diese Kirche stammte vom Architekten und Regierungsbaumeister Alfred Ludwig Wahl aus Essen, der auch den Wettbewerb um die Klemens-Maria-Hofbauer-Kirche in Altendorf gewann.
Die Grundsteinlegung fand im Juni 1932 statt. Ende 1932 wurde die Kirche von Weihbischof Joseph Hammels geweiht. Das Gotteshaus wurde während des Zweiten Weltkriegs 1943 erheblich beschädigt und bis 1962 schrittweise wiederaufgebaut. 1973 und 1992 folgten bauliche Veränderungen. Am 12. Oktober 1995 wurde die Kirche unter Denkmalschutz gestellt.

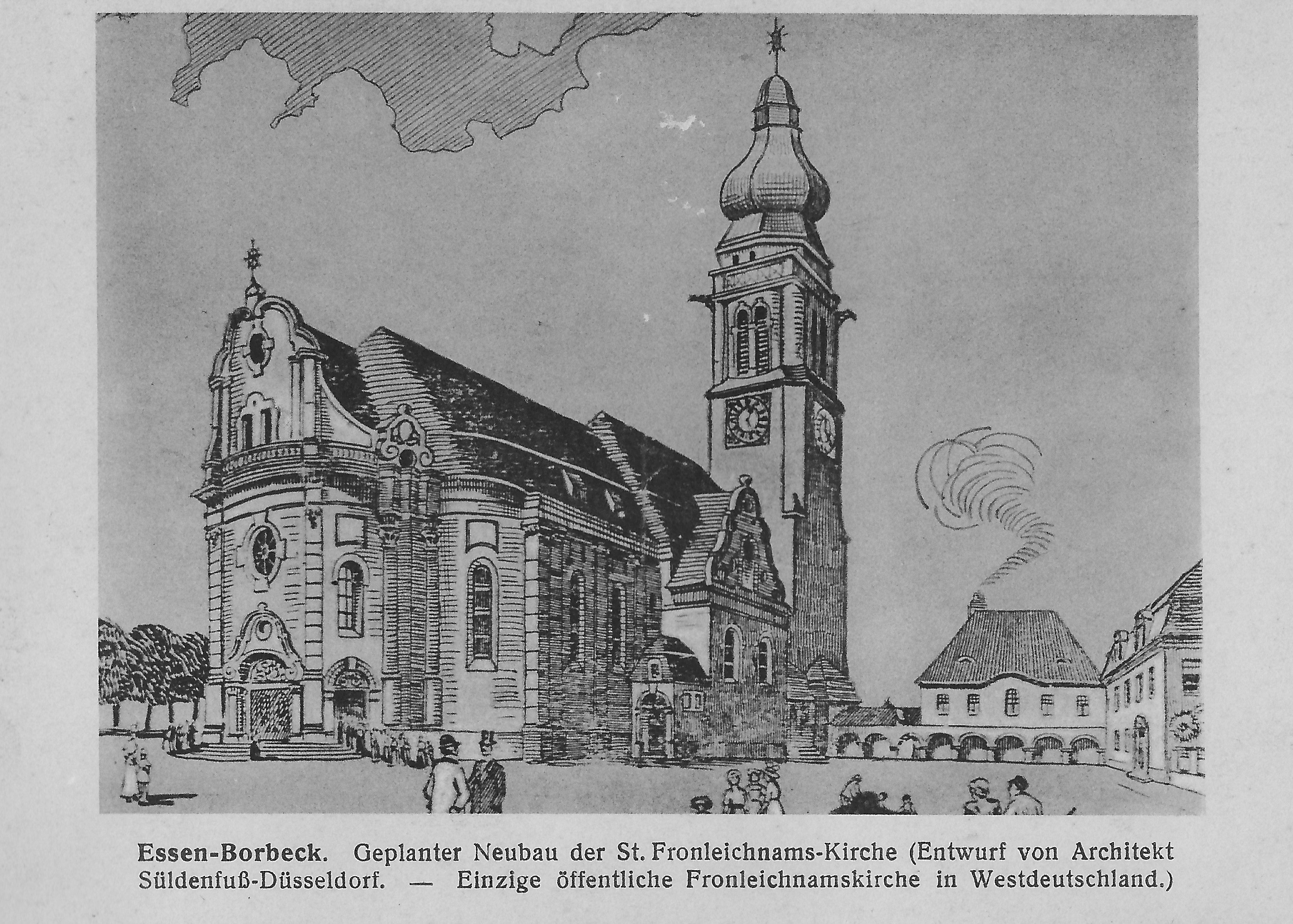
Erste geplante St.-Fronleichnamskirche
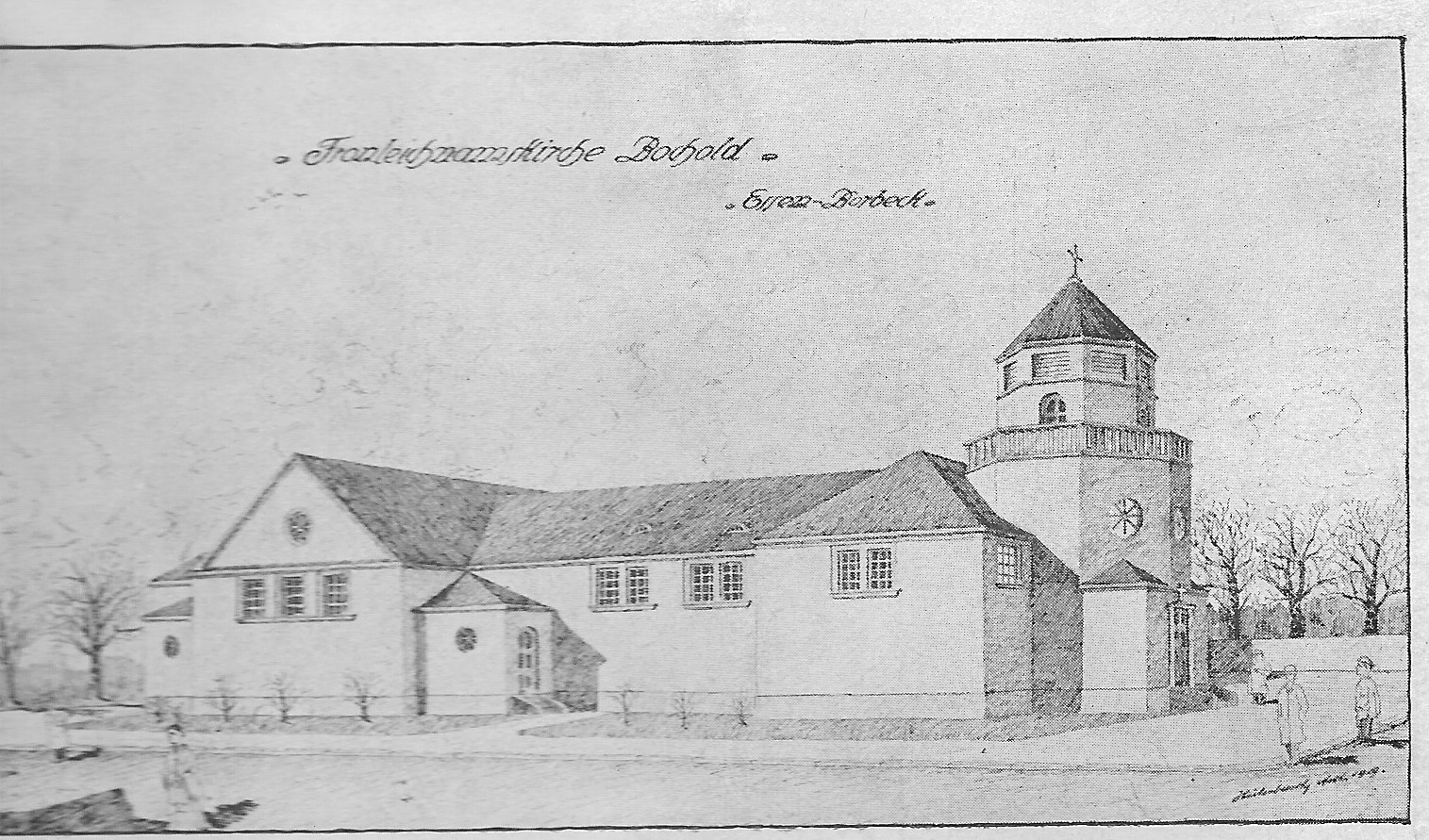
Das Dömchen St. Fronleichnam
Beide St.-Fronleichnamskirchen 1932
Dokument zur Grundsteinlegung

### Architektur

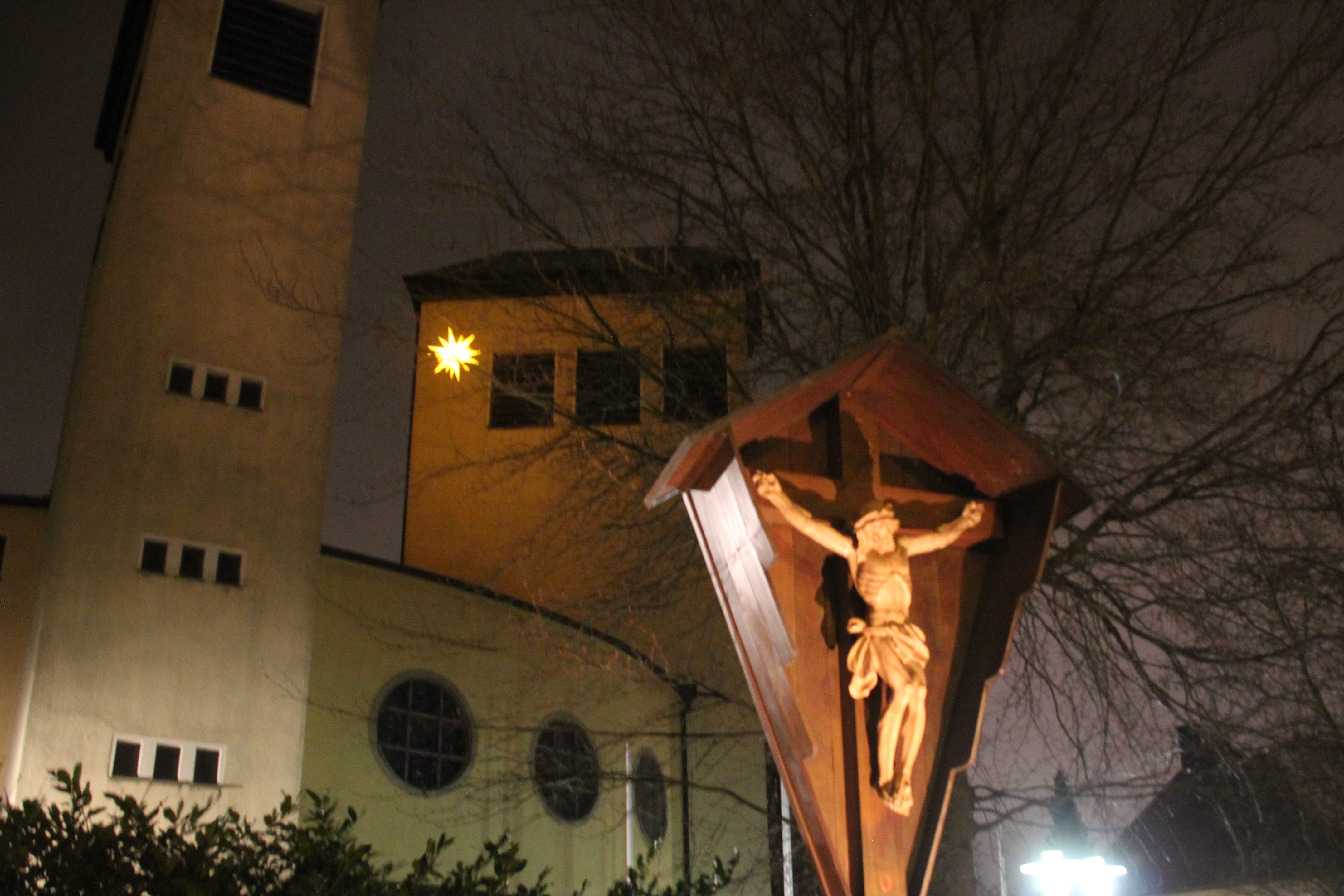
Das Kreuz zur Erinnerung an die Gemeindemissionen. Es wurde 1932 aus 200 Jahre alten Eichenbalken des ehemaligen Haskenskotten von Paul Lohn gefertigt.

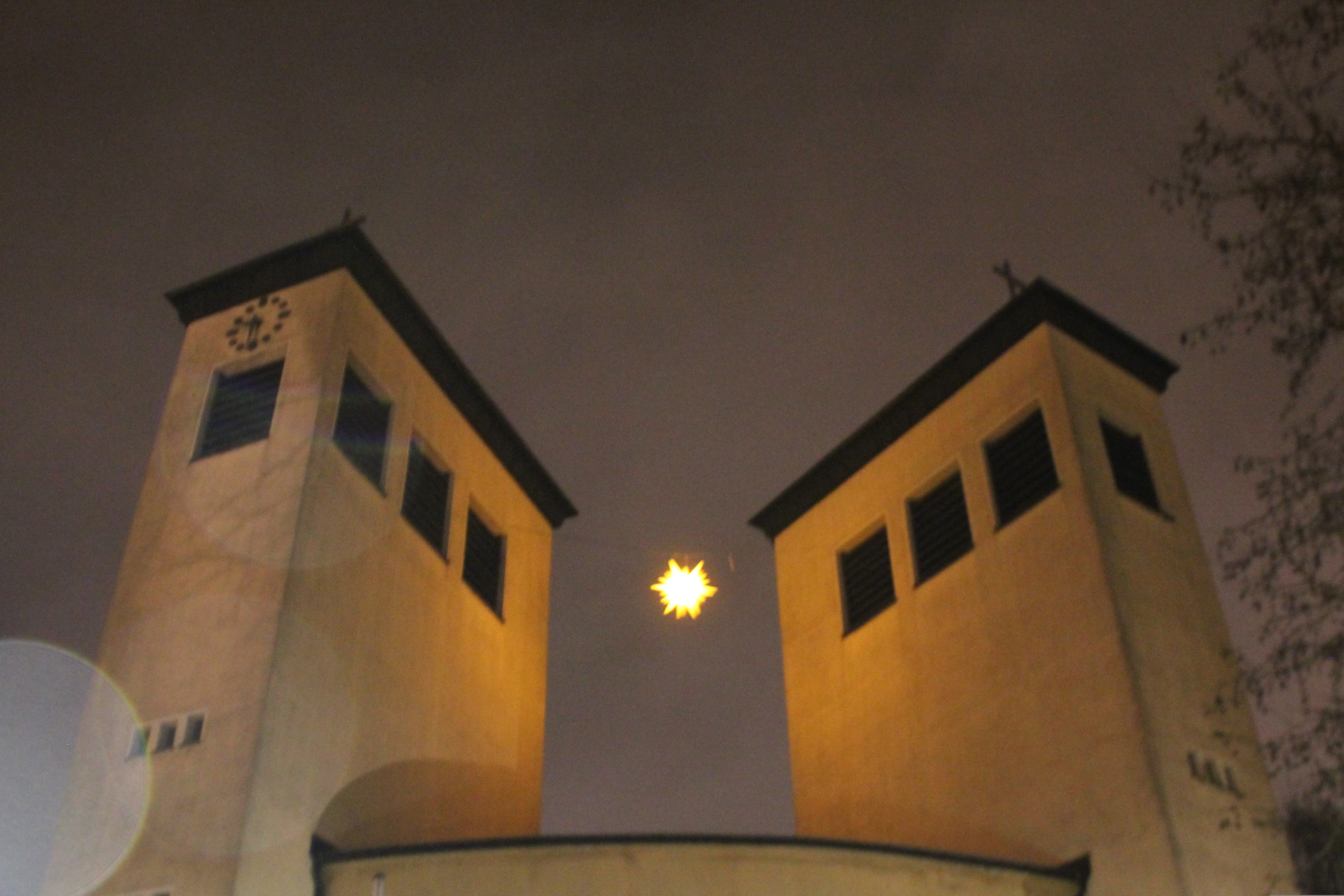
Der Stern in der Adventszeit

Zur Architektur von St. Fronleichnam schrieb Fredmann 1932:

„Die neue Kirche ist ein sehr bemerkenswertes Bauwerk. Der Titel St. Fronleichnam bestimmt Form und Raum. Das Türmepaar verkündet schon aus der Ferne den Charakter dieser Bauschöpfung. Beim Näherkommen entdeckt man die Schrägstellung beider Türme; die nach einem Mittelpunkt im Innern des Baues streben.“

„Vergleichbares in dieser Vollendung wird man nicht finden. Das gesamte Baumotiv wirkt zunächst ein wenig befremdend oder zum mindestens sehr originell. Die beiden Türme haben eine sehr einladende Geste. Durch die Haupttür kann man jederzeit das Ewige Licht in rubinroter Schale sehen. Das Innere überrascht durch seine Größe und Ruhe. Die seitlichen Umgänge bringen Abwechslung und vermeiden Eintönigkeit.“

„Es gibt verschiedene Gründe, warum dieser Raum so andächtig und harmonisch wirkt. Ein Grund ist das hohe Seitenlicht, die regelmäßigen Intervalle der Stützen, die ruhigen Wandflächen und die Form der Decke. Entscheidend ist der Chorraum, der die Besucher gleichsam umarmt und nach vorne zieht. Von allen Plätzen hat man gute Sicht auf den Altar. Durch den Titel der Kirche konnte man keinen rechteckigen Bau entwerfen. Aus dem Geheimnis der Eucharistie heraus hat die Gemeinde diese zeitgemäße und doch zeitlose große Leistung vollbracht.“

„Für immer wird es ein Ruhmesblatt in der Geschichte der durchweg armen Gemeinde bleiben, daß sie es überhaupt fertig brachte, einen derartigen Bau in diesen schlechten Zeiten zu errichten. Manche moderne Kirchen wurden von Kunstschreibern in den Himmel gelobt. Viele von ihnen sind bereits Ruinen und Dokumente schöpferischer Unzulänglichkeit und bautechnischer Unfähigkeit. Dieses Schicksal wird die Fronleichnamskirche nicht ereilen, da sie mit großem technischen Können gebaut wurde.“

### Glocken
Im linken Kirchturm befinden sich drei Glocken, die am 4. Dezember 1977 durch Weihbischof Julius Angerhausen geweiht wurden. In der heiligen Nacht läuteten sie erstmals zum Gottesdienst. Diese Glocken kosteten 40.000 DM und wurden durch Pfarrfeste und Spenden finanziert. Der Glockenguss bei der Firma Johannes Mark in Brockscheid/ Eifel war am 25. November 1977. Eine Abordnung von 40 Gemeindemitgliedern mit Pfarrer Ulrich verfolgte dieses Ereignis vor Ort.
Beschreibung der Glocken:
- Große Glocke – Fronleichnamsglocke (Ton e); Darstellung: Jesus Christus mit den Emmausjüngern; Inschrift: „Wir sind in Christus ein Leib“
- Mittlere Glocke – Marienglocke (Ton g); Darstellung: Goldene Madonna von Essen, Mutter vom Guten Rat; Inschrift: „Alles, was er euch sagt, das tut!“
- Kleine Glocke – Josefsglocke (Ton a); Darstellung: Bild des Hl. Josef; Inschrift: „Alles meinem Gott zu Ehren“

### Hl. Christophorus
Am 25. Juni 1944 schreibt Pfarrer Bollig nach den schweren Luftangriffen über den Hl. Christophorus:

„St. Christophorus, der Nothelfer thront auf dem Sakramentstürmchen standfest gegen alle Stürme in goldner Rüstung tragend unseren Fronleichnam, sehend für alle, die Aufschau und Ausschau halten.“

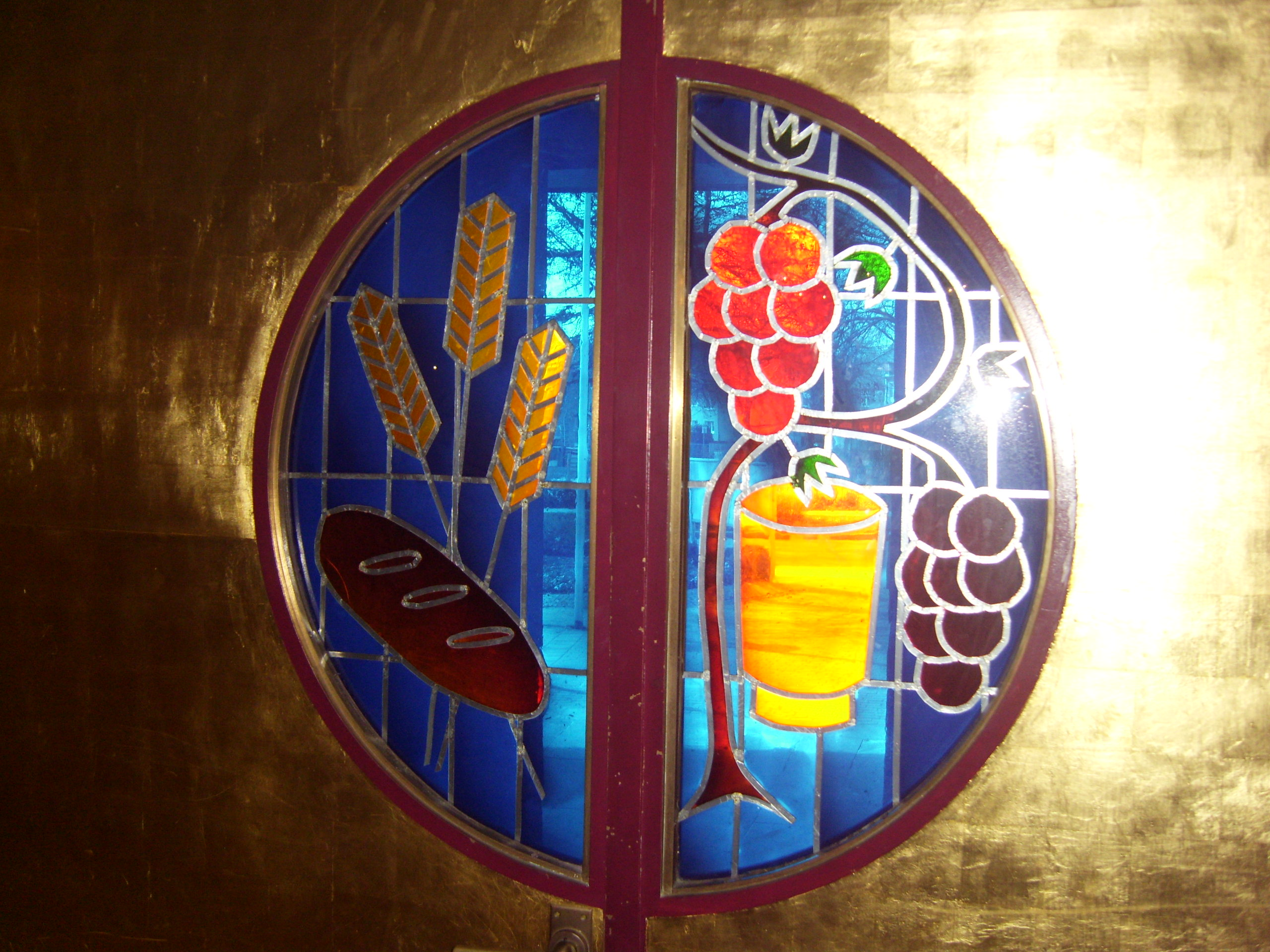
Die goldene Tür ist ein Symbol für den Eingang in den Himmel.
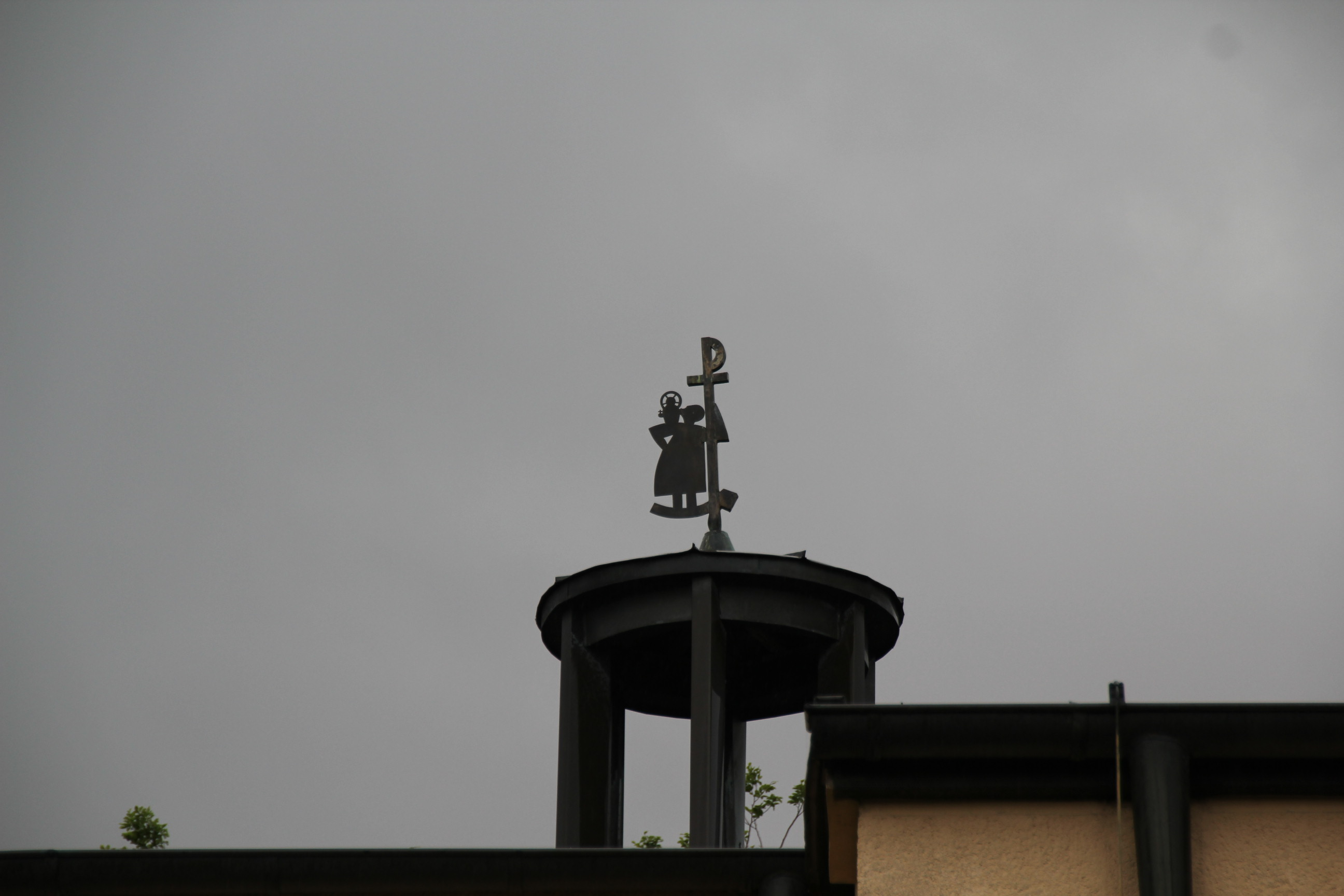
Der Hl. Christophorus auf dem Sakramentstürmchen über der Krypta

## Innenansichten

Bildauswahl aus dem Kreuzweg
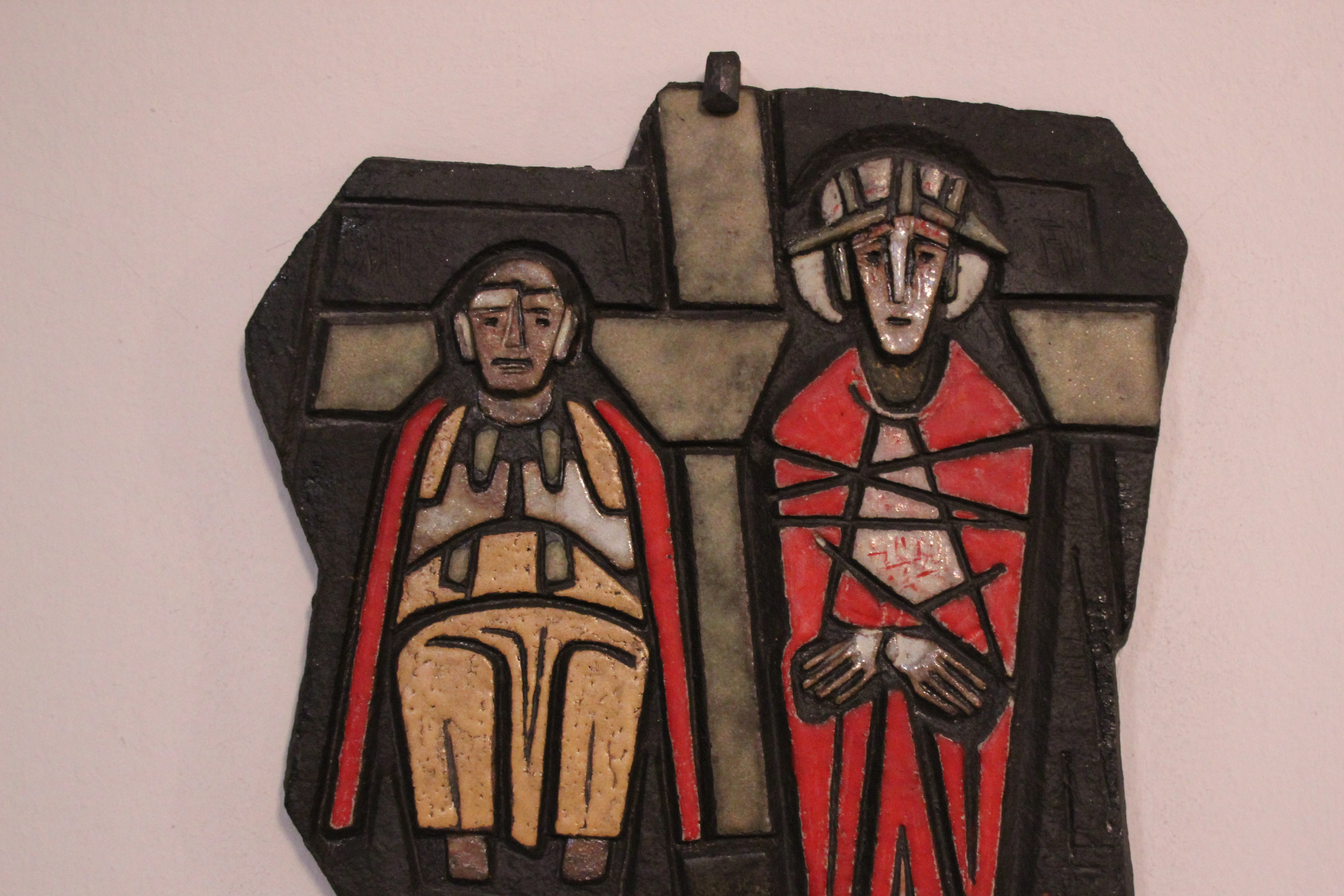
Jesus wird zum Tode verurteilt
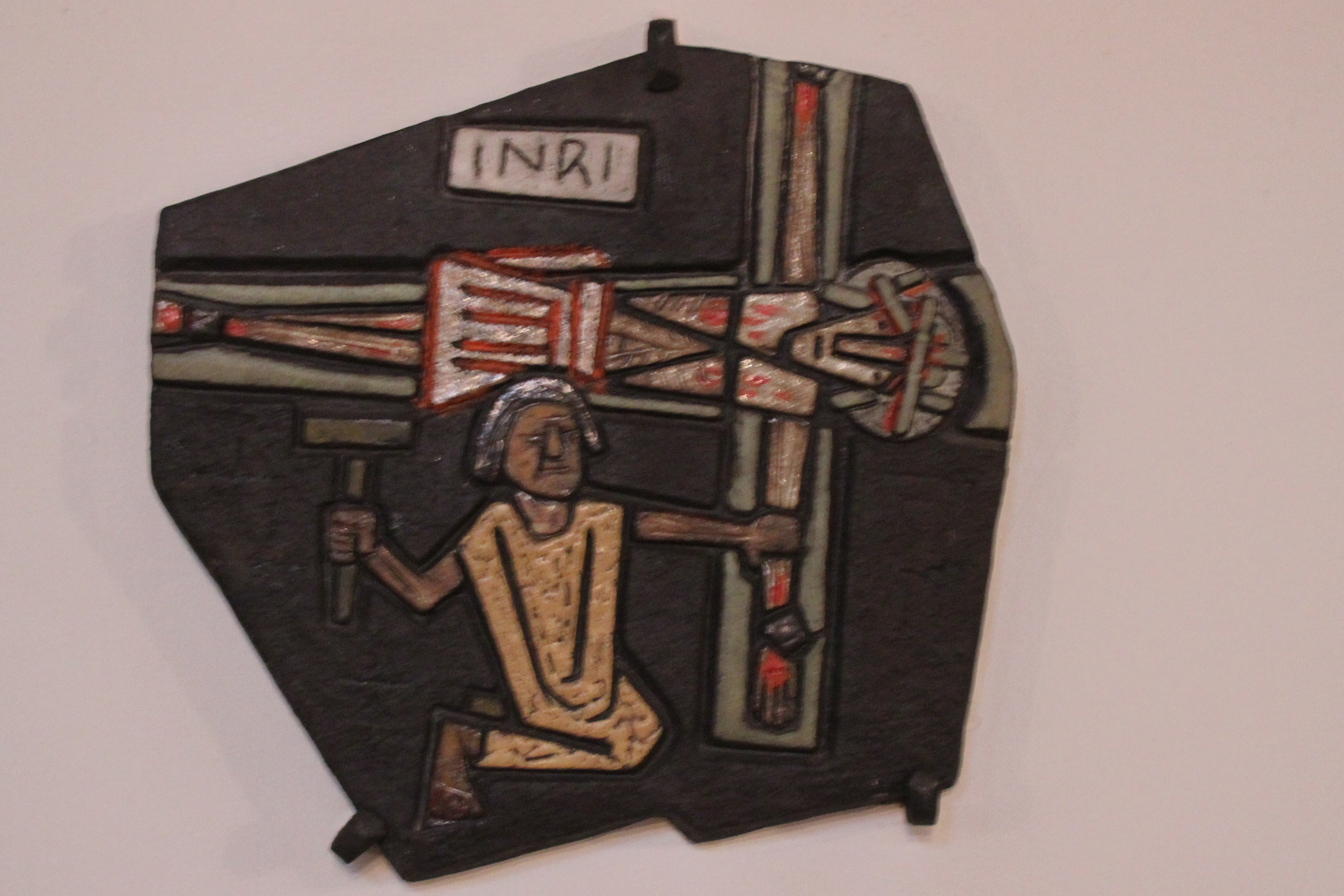
Jesus wird ans Kreuz geschlagen
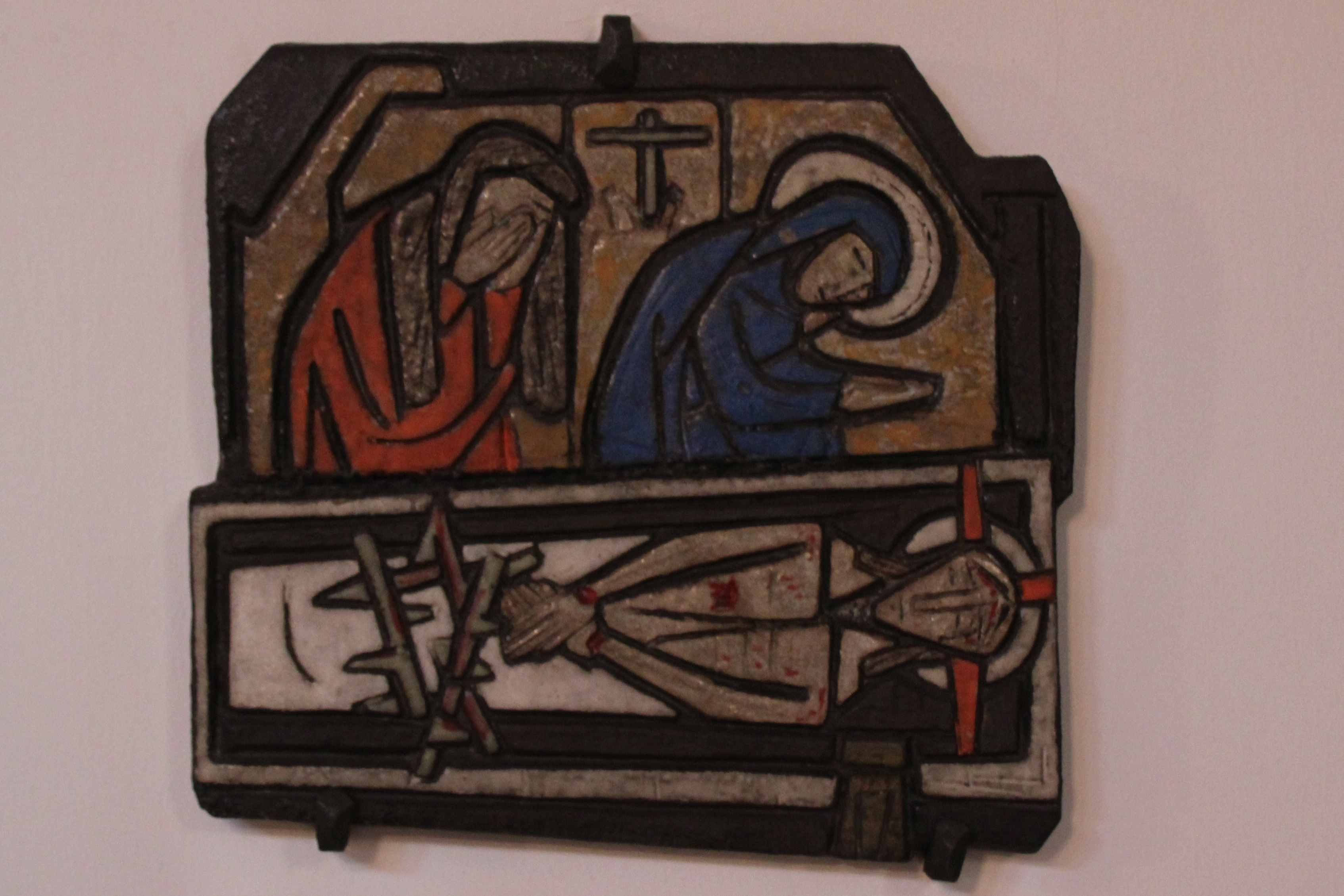
Jesus wird ins Grab gelegt

Krypta
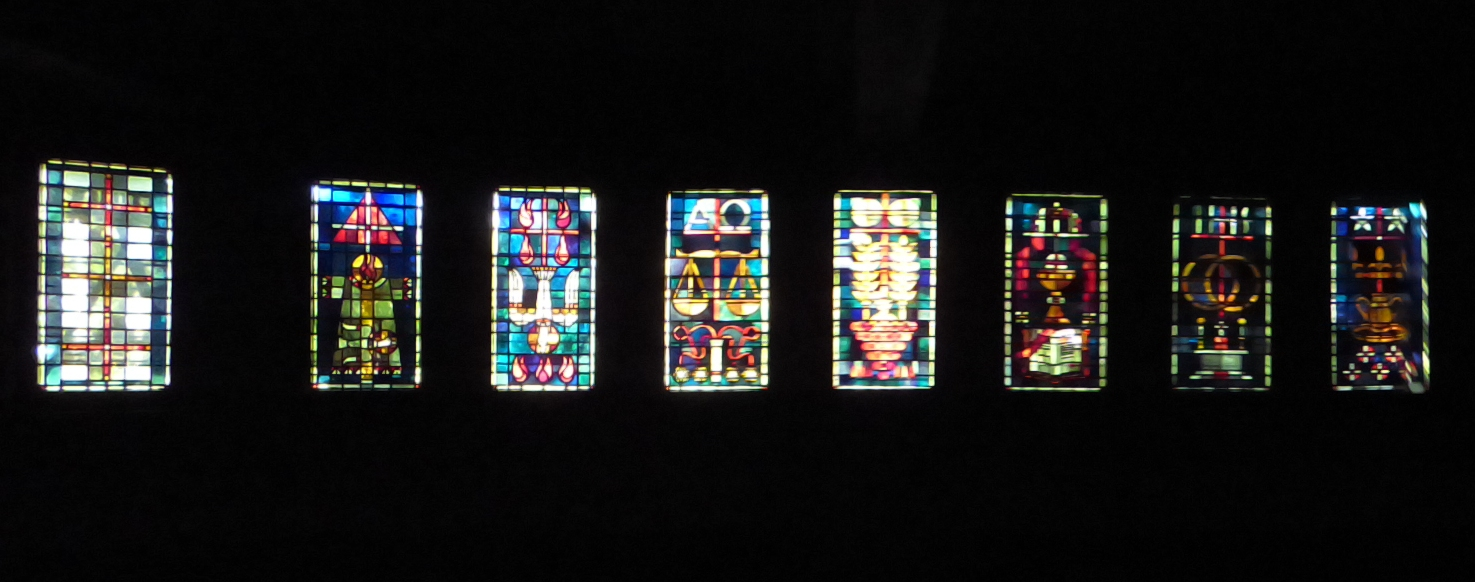
Diese Sakramensfenster wurden durch die Wirren des Krieges gerettet.
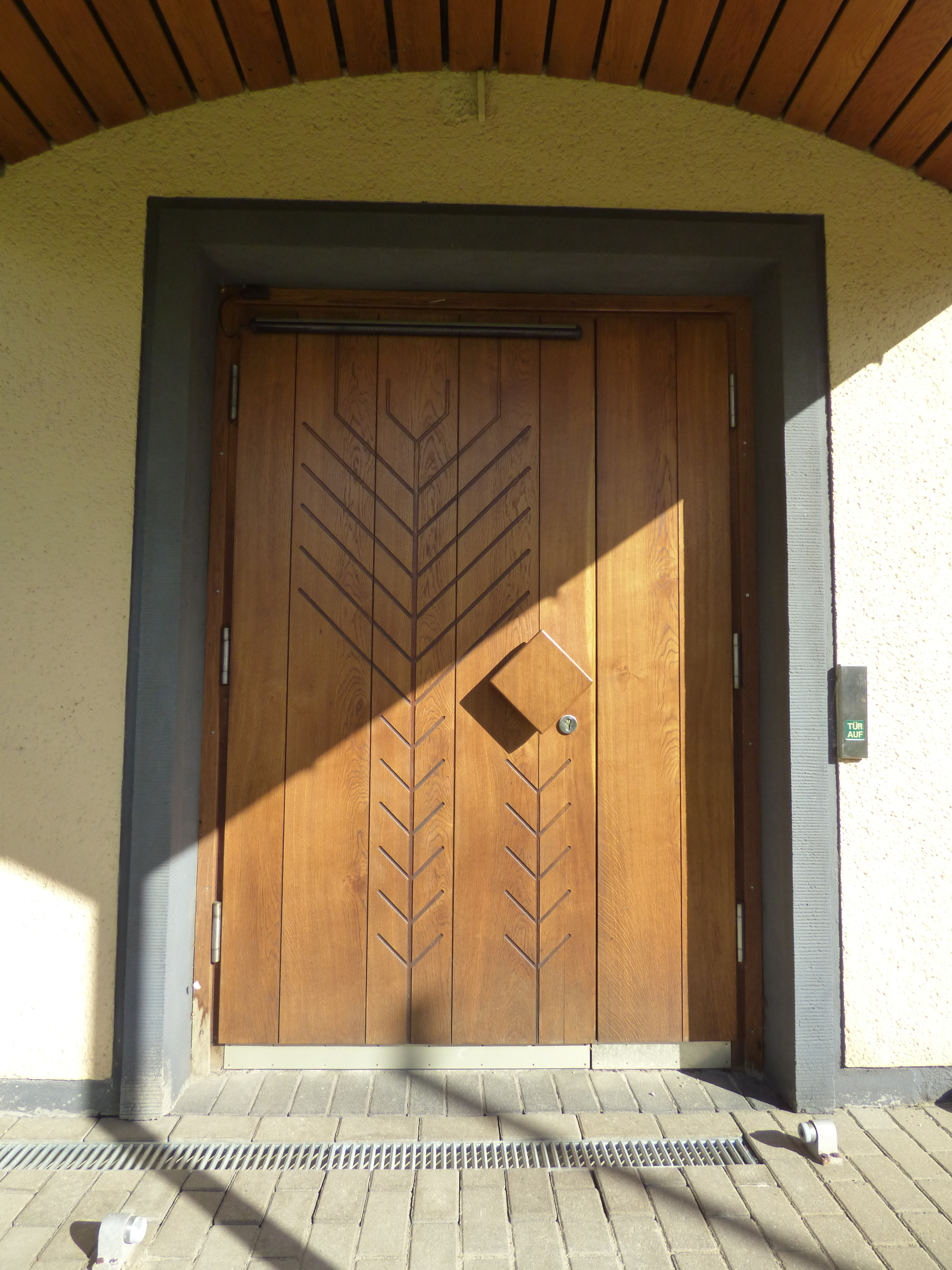
Eingeladen zum Mahl des Glaubens
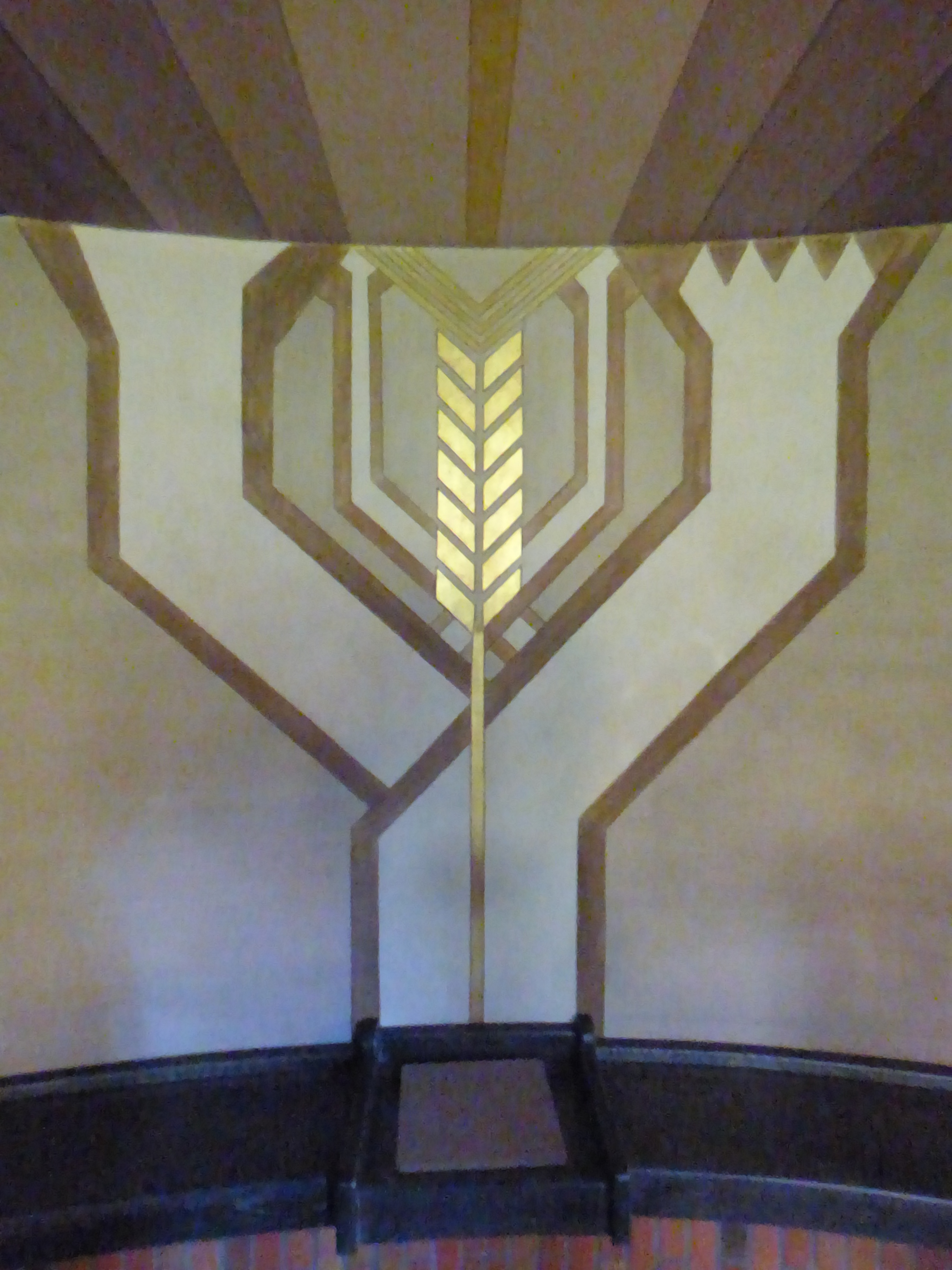
Das Thema Eucharistie wird durch die Ähre sichtbar gemacht.

### Kunstwerke

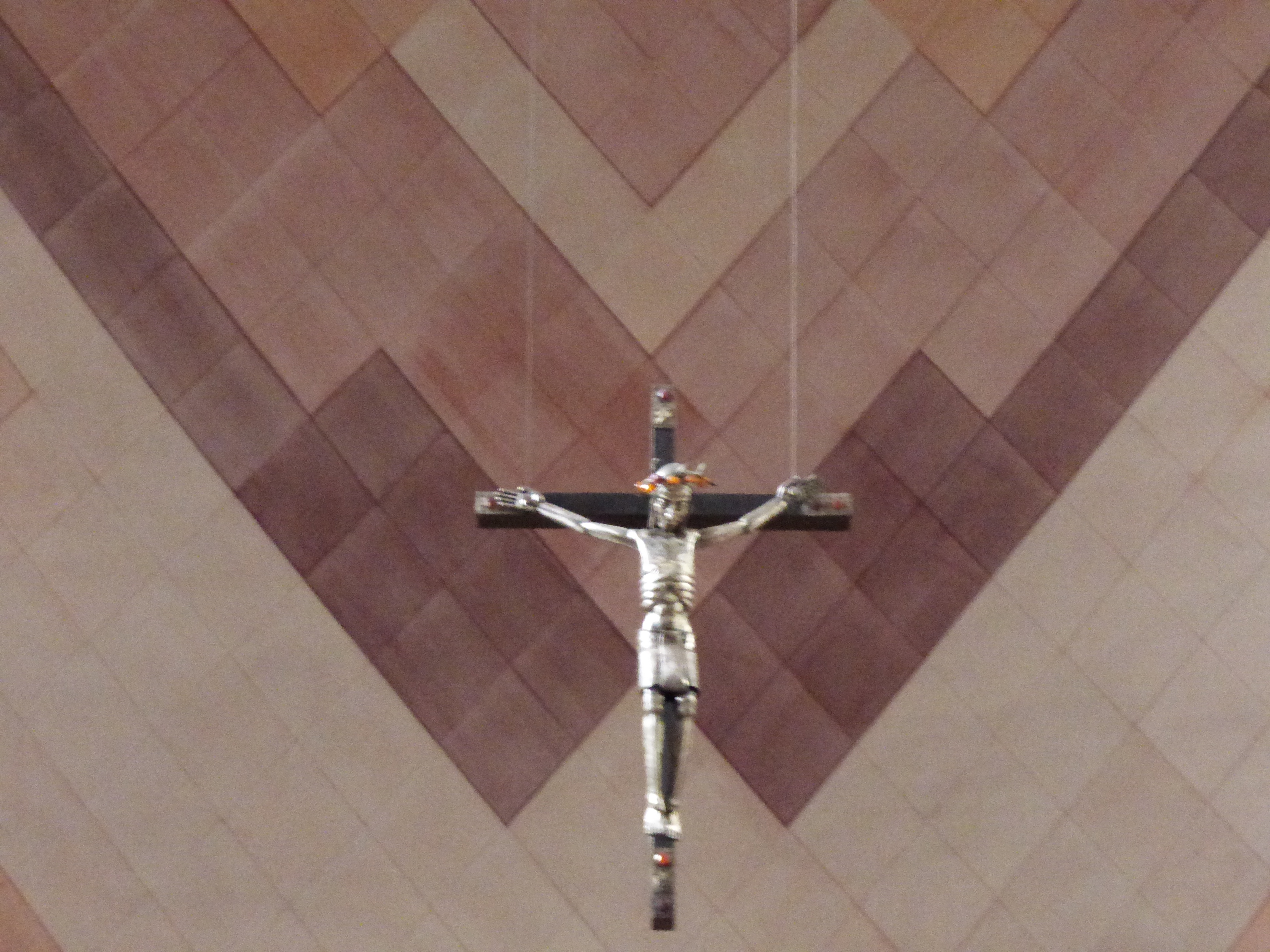
Holzkreuz mit silbernem Korpus und Dornenkrone mit Bernstein
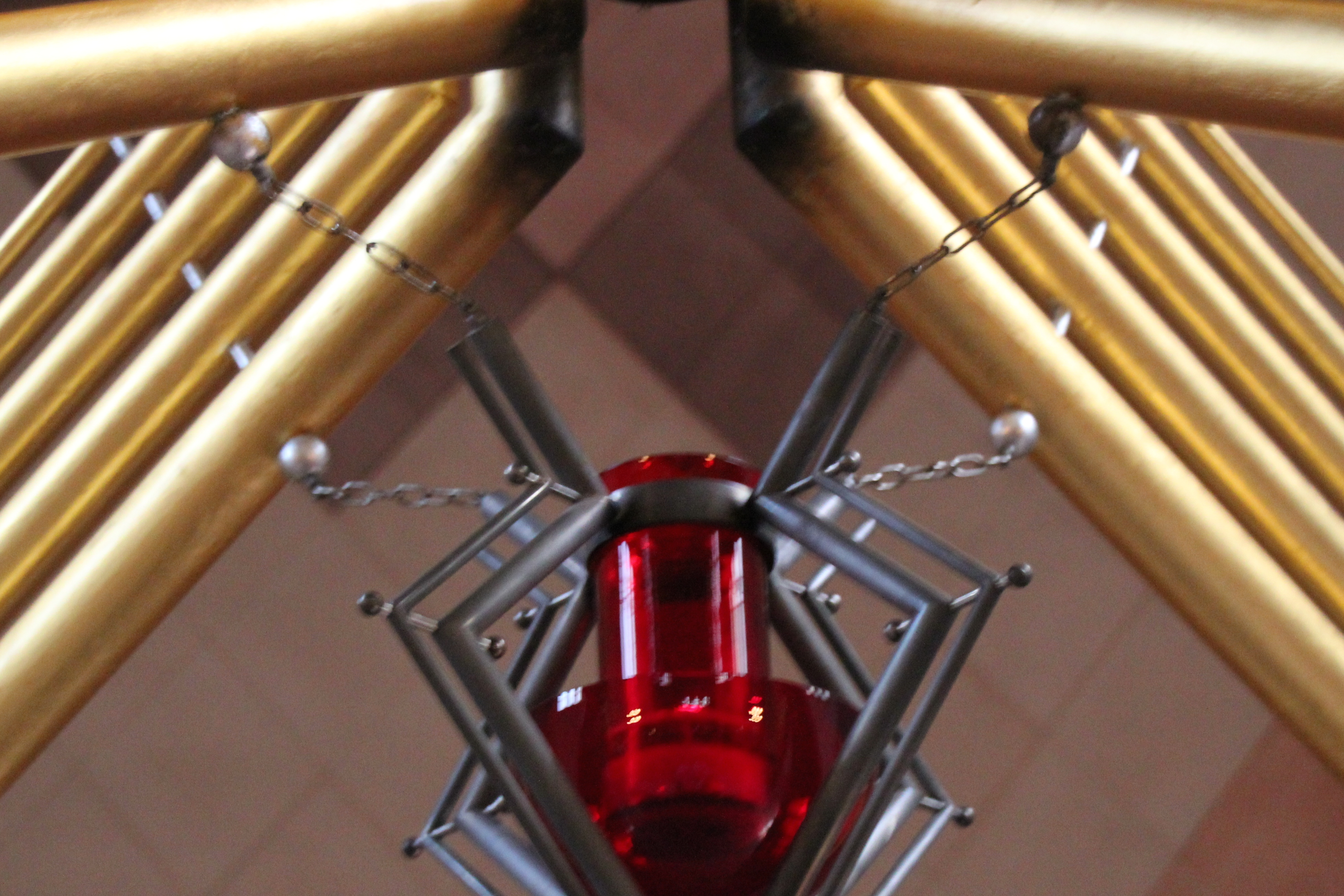
Ewiges Licht
Heilige Familie
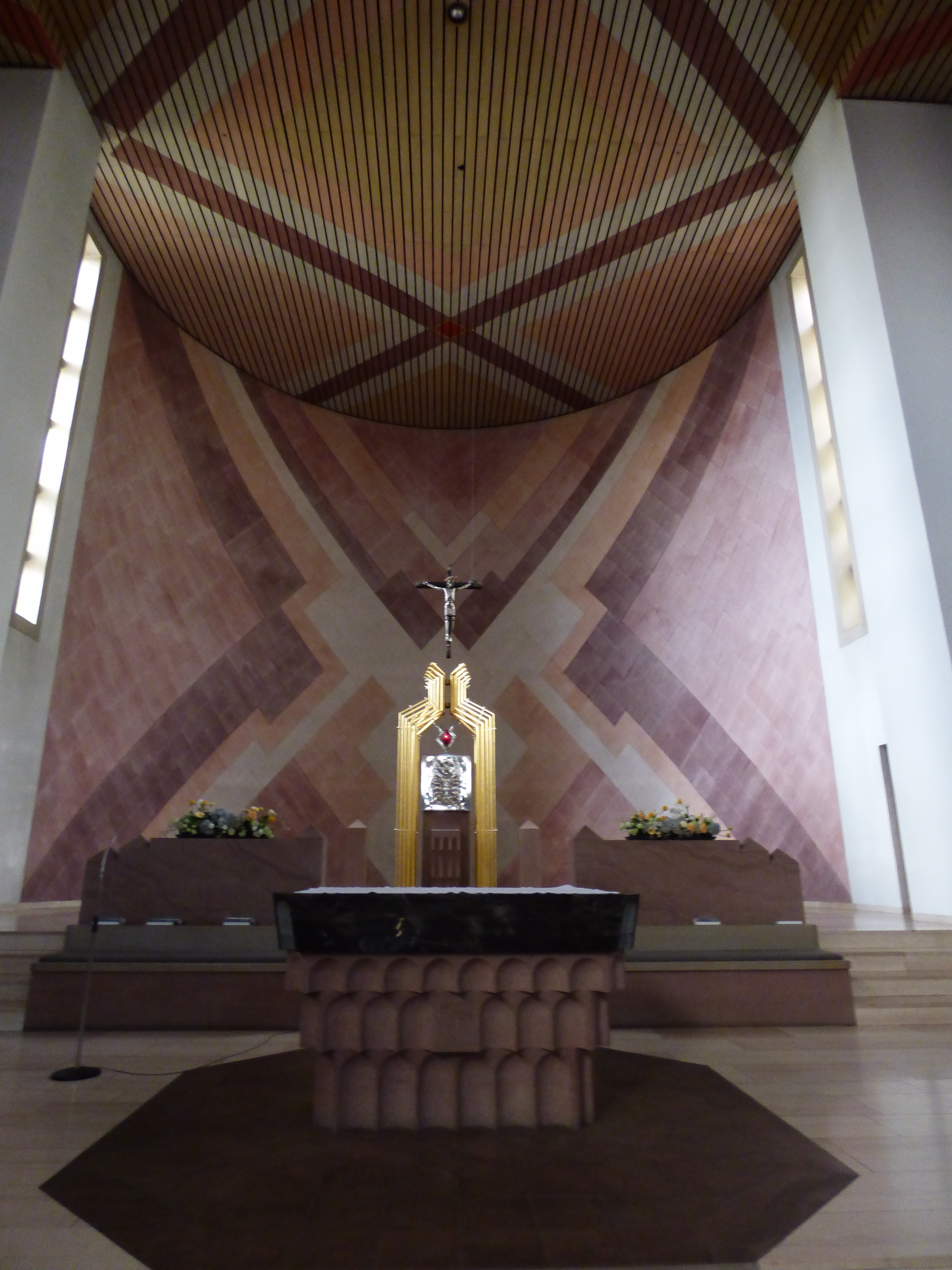
Altar und Tabernakel

#### Altar
Durch die Umgestaltung der Kirche durch den Bochumer Architekten Klemens Link wurde der Chorraum mit dem Altar wieder zum Zentrum der Kirche. Der neue Altar wurde am 28. November 1992 von Bischof Luthe geweiht. Er ist aus rotem Mainsandstein gefertigt und trägt die Tischplatte des früheren Hochaltars.

#### Heilige Familie
Die heilige Familie ist ein Kunstwerk des Düsseldorfer Künstlers Edwin Hörner und wurde von ihm am 31. Mai 1936 der Gemeinde gestiftet. Direkt nach der Schule musste er in den Krieg und als er zurückkam, waren seine Eltern und Geschwister umgekommen. In diesem Werk drückt er die Bedeutung der schützenden Familie aus und setzte dadurch seiner verloren gegangenen Familie ein Denkmal.

#### Taufbrunnen
Aus Donaukalkstein wurde der Taufbrunnen gefertigt. Seine Inschrift lautet: „Geh in Frieden, und der Herr sei mit Dir.“ Am 15. Juni 1933 weihte Pfarrer Bollig den neuen Taufbrunnen ein. Er wurde aus Kindersammlungen der Schulklassen und durch Privatspenden finanziert.

#### Tabernakeltür

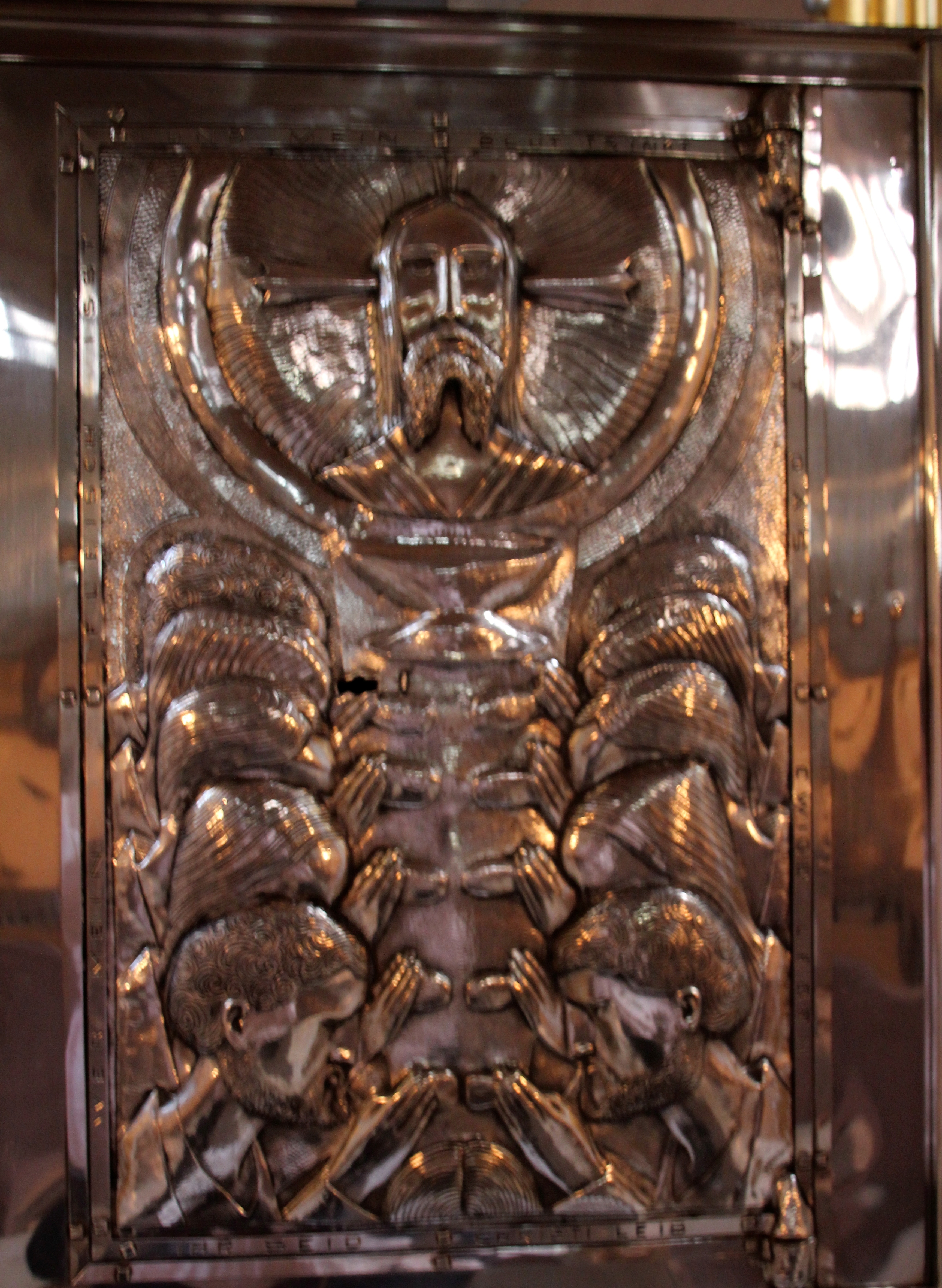
Tabernakeltür von 1933

Alfred Claßen, Goldschmied aus Essen und Künstler aus der Folkwang-Schule, hat nach einem Entwurf von Joseph Rademacher aus Essen das Abendmahl in Silber getrieben und als Einfassung am Tabernakel angebracht. Dargestellt ist die Abendmahlszene in einer perspektivisch interessanten und sehr geschickten Lösung. Die Behandlung des Materials (Silber) beweist ein weit gediehenes technisches Können, der innige Ausdruck auf den übersichtlich gruppierten Gesichtern der Apostel zeugt von einer tief veranlagten Gestaltungskunst bei den Schöpfern des Werkes.
Das Silber wurde von Gemeindemitgliedern durch die Sammlung von Altsilberstücken aufgebracht.

#### Kreuzweg
Der Kreuzweg wurde nach fünf Monaten Arbeit von der heimischen Künstlerin Grete Gömmer im Sommer 1975 fertiggestellt. Er wurde von einem Spender finanziert, der nicht genannt werden wollte.

#### Familienmonstranz
Der Schüler von Josef Derix, Kunsthandwerk in Kevelaer, Thone Pritzker, schuf diese Monstranz 1934.
„Die Monstranz soll den Namen behalten, denn es gibt keinen passenderen für sie. Auch ihre Symbolik macht sie zur Familienmonstranz. Da knien in der Mitte zu beiden Seiten der Kapsel, die die Hostie aufnimmt, Maria und Joseph, das heilige Elternpaar. Sie knien vor dem Kinde von Bethlehem,  das in der geweihten Hostie der Mittelpunkt der Monstranz ist, und dem die Kapsel - in der liturgischen Sprache Lunula genannt, als Wiege dient. Über der Kapsel weist das Kreuz auf die Leiden hin, die dem Kinde von Bethlehem beschieden sein werden. Die Gruppe ist gefasst von einem gleichmäßigen Dreieck, dem Zeichen für die Heiligste Dreifaltigkeit, die in sich auch wieder eine Familie, die höchste und heiligste Familie und gleichzeitig Ursprung aller Familien ist. Um das Zeichen der heiligsten Dreifaltigkeit herum sind die neuen Chöre der Engel gruppiert, die das Kind von Bethlehem umhegen und den dreieinigen Gott verehren und anbeten. Die gesamt symbolische Darstellung aber ist von einem goldenen Reif umgeben, der den urewigen Gott versinnbildlicht, dem Ursprung und Erhalter allen Lebens und dessen Güte uns in dem Kinder von Bethlehem den Erlöser schenkte. Aus der Spritze des Dreiecks heraus schwingt sich der Stern, der die Hl. Drei Könige zu dem Kinde von Bethlehem führte, und der ganzen Menschheit ein Führer zu diesem Kinde sein soll. In den Fuß der Monstranz sind Gemmen und Kameen eingelassen. Jeder dieser Steine ist eine Kostbarkeit für sich, und zwar nicht nur als Kunstwerk, sondern auch hinsichtlich  seines Alters und seiner Herkunft.“

#### Pietà
Auf der 11. Internationalen Ausstellung für christliche Kunst in Rom 1934 wurde die Pietà von Franz Guntermann, das lebensgroße Kunstwerk aus Lindenholz ausgestellt.
Nach Beendigung der Ausstellung in Rom wurde diese Pietà unter anderem in München, Freiburg, Karlsruhe, Stuttgart, Frankfurt, Köln und Bochum ausgestellt, bevor in die Kirche St. Fronleichnam kam.
Pressestimmen:
- Münchner Abendblatt vom 20. November 1934: Die Schmerzensmutter von Guntermann besticht durch den Ernst und die Stärke ihrer religiösen Empfindung.
- Kieler Zeitung vom 25. November 1934:  [...] ein erhabenes Symbol für die Trauer der Millionen um ihre Toten.
- L´illustratione Vaticana vom 16. März 1934: [...] eine Mater Dolorosa, ganz in ihren Schmerz eingeschlossen, verschlossen auch nach außen durch des ernste Gewand, mit den breiten, schweren Flächen; eine interessante und ergreifende Holzskulptur.

### Krypta
Die Krypta wurde nach einer Renovierung am 2. April 1991 von Dechant Otmar Vieth geweiht. Mit ihren 50 Sitzplätzen bietet sie Raum für die Schulgottesdienste und für die Werktagsmessen. Die bunte Deckenmalerei und die Wandgestaltung vermittelt eine einladende Gebetsatmosphäre. Durch die halbrunde Sitzordnung der Bänke werden alle Gottesdienstbesucher enger um den Altar versammelt. So entsteht eine dichte Gebetsgemeinschaft.

## Liste der Seelsorger

### Pfarrer
- Pfarr-Rektor Ernst Schmitz (1919–1930), * 14. Januar 1880, † 10. September 1969
- Pfarr-Rektor und Pfarrer Hubert Bollig (1930–1945)
- Pfarrer Ernst Temmesfeld (1945–1970), * 8. Juli 1900, † 8. Oktober 1979
- Pfarrer Helmut Ulrich (1970–1985) * 4. März 1926, † 27. Juli 1985
- Pfarrer Johannes Kronenberg (1985–2000)
- Pfarrer Grave (2000–2002)
- Pfarrer Volker Bauer (2002–2008)

2008 wird die Kirchengemeinde St. Fronleichnam Teil der Pfarrei St. Dionysius.
- Pfarrer Dr. Jürgen Cleve (2008–2018)
- Pfarrer Benedikt Ogrodowczyk (seit 2018)

#### Für St. Fronleichnam verantwortliche Pastoren
- Pastor Volker Bauer (2008–2018)

### Kapläne
- Kaplan Ostermann (bis 1953)
- Kaplan Kuhleweg (1953–1959)
- Kaplan Göbel (1959–1965)
- Kaplan Otten (1965–1970)
- Kaplan Schmitt (1970–1975)
- Kaplan Wilmsen (1975–1980)
- Kaplan Georg Haffki (1980–1985)
- Kaplan Michael Fey (1985–1989)
- Kaplan Burkhard Jehl (1989–1993)
- Kaplan Gary Albrecht (1993–1994)
- Kaplan Bernd Wolharn (1995–1999)

### Seelsorgerinnen
- Seelsorgerhelferin Antonie Vedder (1955–1970)
- Gemeindereferentin Frau Cornelius (2001–2002)
- Gemeindereferentin Cornelia Biermann (ab 2002, ab 2016 mit Koordinierungsaufgaben)